# Andy Roddick
Andrew Stephen Roddick, i daglig tale Andy Roddick (født d. 30. august 1982 i Omaha, Nebraska) er en amerikansk tidligere professionel tennisspiller. Han har tidligere været rangeret som nr. 1 i verden. Han er kendt for sin hårde serv og sin kraftfulde forhånd. Han har rekorden for den hurtigste serv (249,5 km/t). Hans eksplosive spillestil egner sig bedst til de hurtige underlag og det er derfor ikke nogen overraskelse at han har nået sine bedste Grand Slam resultater henholdsvis på Wimbledons græs og US Opens hard court.
Andy Roddick vandt sin hidtil eneste Grand Slam titel i 2003 hvor han på hjemmebane i New York vandt US Open. Roddick lå nr. 1 på verdensranglisten fra d. 3. november 2003 til d. 1. februar 2004.
Efter en række skuffende resultater i første halvdel af 2006 ansatte Roddick i juli 2006 tennislegenden Jimmy Connors som sin nye træner. Dette trænerskifte har hjulpet gevaldigt på resultaterne og Roddick har på den korte tid siden Connors kom til været i 2 ATP-finaler i Cincinnati og Indianapolis hvoraf han vandt den førstnævnte men tabte den sidstnævnte.
Efter at have besejret Mikhail Youzhny i semifinalen stod han i september 2006 i sin 4. Grand Slam finale hvor han tabte i 4 sæt til verdensranglistens nr. 1 Roger Federer.
I 2009 var han for tredje gang i Wimbledonfinalen, men tabte for tredje gang til Roger Federer denne gang i 5 sæt, på trods af at han kun blev brudt én gang i hele kampen. Finalen gik over i historien som den længste og tætteste Wibledonfinale nogensinde. Resten af 2009 blev ikke nogen stor succes for Roddick der bl.a. røg hurtigt ud i US Open og senere måtte melde afbud til top 8 sæsonfinalenfinalen i London – han blev erstattet af 2009 Frenh Open finalisten Robin Söderling der i sin første runde slog Nadal, ligesom han tidligere på året gjorde i French Open.

## Grand Slam resultater
| Turnering       | 2000 | 2001 | 2002 | 2003 | 2004 | 2005 | 2006 | 2007 | 2008 | 2009 | 2010 |  |
| Australian Open | -    | -    | 2r   | SF   | QF   | SF   | 4r   | SF   | 3r   | SF   | QF   |  |
| French Open     | -    | 3r   | 1r   | 1r   | 2r   | 2r   | 1r   | 1r   | -    | 4r   |      |  |
| Wimbledon       | -    | 3r   | 3r   | SF   | F    | F    | 3r   | QF   | 2r   | F    |      |  |
| US Open         | 1r   | QF   | QF   | W    | QF   | 1r   | F    | QF   | QF   | 3r   |      |  |

Tegnforklaring:
- – = Ikke deltaget
- 1r = Slået ud i 1. runde
- 2r = Slået ud i 2. runde
- 3r = Slået ud i 3. runde
- 4r = Slået ud i 4. runde
- QF = Slået ud i kvartfinalen
- SF = Slået ud i semifinalen
- F = Tabende finalist
- W = Vinder